# Epidemia de cocoliztli de 1576

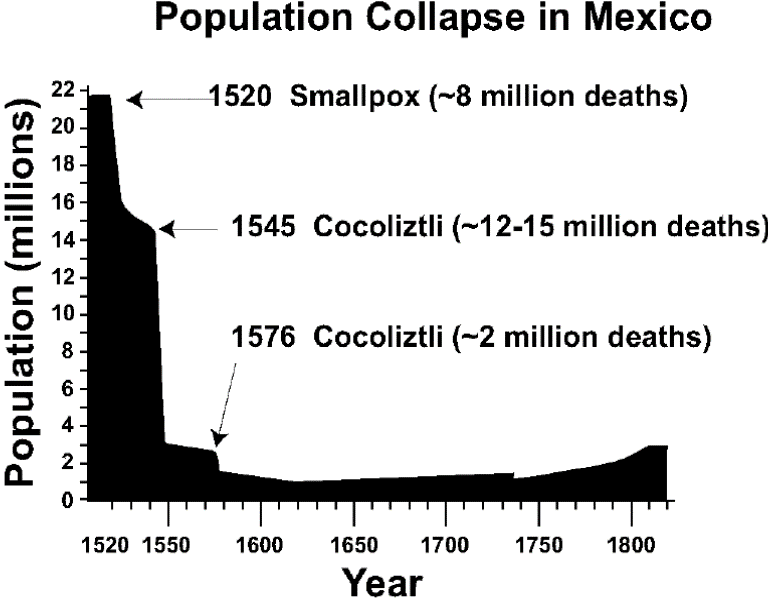
La epidemia de 1576 contribuyó al colapso demográfico en México con alrededor de dos millones de muertes.

La epidemia de cocoliztli de 1576 fue un brote epidémico de la enfermedad, considerada por Acuña Soto y colaboradores (2004) una fiebre hemorrágica de origen desconocido, aunque en un estudio de 2018 se planteó que era una condición causada por la Salmonella enterica, subespecie Paratyphi C, que afectó al Virreinato de Nueva España desde julio de 1576 hasta inicios de 1577. Junto con la epidemia de cocoliztli de 1545, fue una de las peores pestes sufridas en la Nueva España. La epidemia inició en Ciudad de México y, a partir de agosto de ese año, comenzó a propagarse a otras ciudades como Culhuacán y Tecamachalco e incluso hasta Sonora y Guatemala.
Desde entonces y hasta marzo del año siguiente, sucedieron la mayor cantidad de muertes. Se estima que murieron dos millones de los cuatro millones de habitantes nativos. La disminución en la población se documentó gracias a dos censos nacionales que se llevaron a cabo en 1570 y entre 1579 y 1580. Los cambios en el modo de vida y la llegada de agentes biológicos para los que los indígenas estaban indefensos propiciaron la «relativa selectividad» con la que se vieron afectados.
Originada en el Valle de México en abril de 1576, la epidemia se extendió como una «onda expansiva»; se limitó, al norte, a Sonora y, al sur, a la Península de Yucatán y Guatemala. Para julio, la enfermedad había rodeado la Ciudad de México y, en agosto, comenzó su lenta propagación. No obstante, las lluvias de septiembre incrementaron significativamente su extensión, por lo que el cocoliztli alcanzó Sonora y Guatemala en cuestión de semanas. Entre septiembre de ese año y marzo del siguiente se registraron la mayor cantidad de muertes. Desde ese momento, la mortalidad comenzó a reducirse hasta que, en agosto de 1578, se declaró el fin de la epidemia.
Los indígenas eran los principales encargados de la agricultura; debido al brote se abandonaron los trabajos de cultivo, lo que provocó escasez de alimentos. También se abandonaron pueblos, minas, campos e industrias. De esta forma, la disminución de la población indígena «determinó una depresión secular en la economía». Asimismo, las epidemias de 1563 y 1576 «favorecieron la creación de la sociedad novohispana y su economía».